# Boettgeria
Boettgeria (лат.) — род небольших, очень удлинённых лёгочных земляных улиток семейства Clausiliidae.
Не следует путать название Boettgeria с родом, имеющим похожее название Boettgerilla Simroth, 1910.

## Анатомия
Все представители рода имеют особую известковую крышечку (Clausilium)

## Некоторые виды
В род включены следующие виды:
- Boettgeria crispa Lowe, 1831
- Boettgeria deltostoma Lowe, 1831
- Boettgeria depauperata Lowe, 1831
- Boettgeria exigua Lowe, 1831
- Boettgeria jensi Neubert & Groh, 1998
- Boettgeria lorenziana Groh & Hemmen, 1984
- Boettgeria lowei Groh & Hemmen, 1984
- Boettgeria obesiuscula Lowe, 1863